# Kutyaütők
A Kutyaütők (eredeti címe: Screwed) 2000-es amerikai vígjáték, amelyet Scott Alexander és Larry Karaszewski rendezett. A főszerepben Norm MacDonald, Dave Chappelle és Danny DeVito.
2000. május 12-én mutatták be az Egyesült Államokban. Magyarországon videokazettán volt elérhető 2001. május 18-tól. A produkció kereskedelmi és kritikai csalódás volt.

## Cselekmény
Willard egy túlhajszolt, alulfizetett sofőr, aki Mrs. Crocknak dolgozik. Egy nap megelégeli a rossz bánásmódot, és barátjával, Rustyval elrabolják a nő kutyáját, Muffint, hogy váltságdíjat kérjenek érte. A kutya azonban megtámadja őket, és megszökik. A rendőrség azt hiszi, hogy Willardért kérnek váltságdíjat Mrs. Crocktól, aki először nem akar fizetni. 
Willard és Rusty új tervet ötölnek ki: forgatnak egy videót, és szereznek egy Willardhoz hasonló holttestet a hullaházból, amit hátrahagyhatnak, amikor megkapják a pénzt. A tervük működik, amíg Willardot meg nem veri két kisgyerek, és ellopják tőle a pénzzel teli bőröndöt. A rendőrség megtalálja Willardot és a holttestet is, amire Willard azt mondja, hogy a fogvatartója volt. Az egyik kisgyerek édesanyja azonban visszaszolgáltatja a bőröndöt, amiben viszont csak újságpapírt és káposztát találnak.
Willard és Rusty kihallgatása után a rendőrség a hullaház munkatársa után ered, aki elrabolja Mrs. Crockot. Kiderül, hogy a pénz valóban a bőröndben volt, de Mrs Crock üzleti partnere, Chip Oswald kicserélte. 
Végül Willard elvezeti a rendőröket Chip házához, ahol megtalálják a váltságdíjat. Amikor Chip fegyvert ránt, Rusty pánikba esik, és egy lávalámpával eszméletlenre veri. Mrs. Crock háláját azzal fejezi ki, hogy kifizeti Willardnak a tandíjat az egyetemen, és vesz neki egy új Armani-öltönyt, Rusty pedig egy étterem nyitásában támogatja.

## Szereplők
| Szerep              | Színész         | Magyar hangja     |
| ------------------- | --------------- | ----------------- |
| Willard Fillmore    | Norm MacDonald  | Csuja Imre        |
| Rusty P. Hayes      | Dave Chappelle  | Viczián Ottó      |
| Miss Virginia Crock | Elaine Stritch  | Halász Aranka     |
| Grover Cleaver      | Danny DeVito    | Harkányi Endre    |
| Tom Dewey nyomozó   | Daniel Benzali  | Barbinek Péter    |
| Chip Oswald         | Sherman Hemsley | Dobránszky Zoltán |
| Hillary             | Sarah Silverman | n.a               |
| Roger               | Malcolm Stewart | n.a               |
| Richardsen rendőr   | Lochlyn Munro   | n.a               |

## Fogadtatás

### Kritikai visszhang
A film gyengén szerepelt a kritikusok körében. A Rotten Tomatoeson 10%-os minősítést ért el 29 értékelés alapján, az összefoglaló szerint: „Annak ellenére, hogy igazi humoristák szerepelnek a szereposztásban, ennek az unalmas és fájdalmasan komolytalan filmnek kétségbeesetten szüksége van egy forgatókönyvre.” Joe Leydon a Varietytől azt írta: „A Kutyaütők egy játékfilmnek álcázott késő esti kábeltévés töltelék.” Stephen Holden a New York Timestól azt írta: „Danny DeVito az egyetlen szereplő, akinek sikerül valamit kihoznia a film semmilyen forgatókönyvéből.”
A MetaCriticen 7 pontot ért el a 100-ból 13 vélemény alapján. John Petrakis a Chicago Tribune-től azt írta: „Csak be kell fogni az orrunkat, amíg az egésznek vége nem lesz.” Lisa Alspector a Chicago Readertől azt írta: „Scott Alexander és Larry Karaszewski elsőfilmes rendezők 12 éves korukban írhatták meg ennek a vígjátéknak a forgatókönyvét, és egy szót sem változtattak rajta.”

### Bevétel adatai
A Box Office Mojo szerint a film veszteséges volt. A 10 millió dolláros költségvetésbe 7,2 millió dolláros bevétel keletkezett.